# Brinkumer SV
El Brinkumer SV es un equipo de fútbol de Alemania que juega en la Bremen-Liga, una de las ligas regionales que conforman la quinta división de fútbol en el país.

## Historia
Fue fundado el 13 de marzo de 1961 en la ciudad de Stuhr luego de la fusión de los equipos Brinkumer SV 1924 y Brinkumer TuS 1945, afiliándose a la Asociación de Fútbol de Bremen ese mismo año.
En la temporada 2003/04 juega por primera vez en la Oberliga Nord, donde jugó hasta que descendió en la temporada 2005/06 tras terminar en último lugar. En la temporada 2008/09 mientras jugaba en la Bremen-Liga consigue el ascenso en la Regionalliga Nord, pero deciden renunciar al ascenso, situación que repitió en la temporada 2014/15, con la diferencia que esta vez le fue negado el ascenso por carecer de un equipo filial.
En la temporada 2017/18 gana el título de la Bremen-Liga, obteniendo el derecho de pelear por el ascenso a la Regionalliga Nord por primera vez en su historia, pero fracasaron en su primer intento.

## Palmarés
- Bremen-Liga: 2

2009, 2018
- Landesliga Bremen: 1

2003

## Jugadores

### Jugadores destacados
- Iman Bi-Ria
- Mourad Bounoua
- Fabian Burdenski
- Tobias Duffner
- Danny Fütterer
- Lars Unger
- Uwe Reinders